# Marylise Lebranchu
Marylise Lebranchu (ur. 25 kwietnia 1947 w Loudéac) – francuska polityk, minister sprawiedliwości w rządzie Lionela Jospina (2000–2002), minister reformy państwa, decentralizacji i służb publicznych (2012–2016).

## Życiorys
Z wykształcenia magister planowania regionalnego, pracowała w prywatnej firmie. Od 1978 do 1993 była zastępcą parlamentarnym posłanki Marie Jacq. W latach 70. podjęła działalność w Zjednoczonej Partii Socjalistycznej Michela Rocarda i następnie w Partii Socjalistycznej François Mitterranda.
Od 1983 do 2004 zasiadała w radzie miejskiej Morlaix, z dwuletnią przerwą (1995–1997), kiedy to pełniła funkcję mera tej miejscowości. W 1992 została radną Bretanii, od 2004 do 2010 była wiceprzewodniczącą regionu.
W 1997 uzyskała mandat deputowanej do Zgromadzenia Narodowego XI kadencji. Zrezygnowała z zasiadania w parlamencie w związku z powołaniem w tym samym roku w skład nowego rządu. Marylise Lebranchu objęła stanowisko sekretarza stanu w Ministerstwie Gospodarki, Finansów i Handlu. W październiku 2000 mianowano ją strażnikiem pieczęci i ministrem sprawiedliwości. Urząd ten sprawowała do końca funkcjonowania gabinetu Lionela Jospina, tj. do maja 2002. W tym samym roku i ponownie w 2007 była wybierania w skład Zgromadzenia Narodowego XII i XIII kadencji w jednym z okręgów Finistère. W maju 2012 objęła urząd ministra reformy państwa, decentralizacji i służb publicznych w rządzie, którego premierem został Jean-Marc Ayrault. Utrzymała to stanowisko także w drugim rządzie tego samego premiera (od czerwca 2012), uzyskując wcześniej w wyborach parlamentarnych po raz kolejny mandat deputowanej.
W kwietniu 2014 ponownie powierzono jej dotychczasową funkcję ministerialną w rządzie Manuela Vallsa. Pełniła ją również z powołanym w sierpniu 2014 drugim gabinecie tegoż premiera. Zakończyła urzędowanie 11 lutego 2016.